# 링 라드너
링 라드너(Ringgold Wilmer Lardner, 1885년 3월 6일 ~ 1933년 9월 25일)는 J.D. 샐린저의 전집 «호밀밭의 파수꾼»에도 언급되는 작가로, «호밀밭의 파수꾼» 의 주인공인 홀든 콜필드가 가장 좋아하는 작가이기도 하다.